# UniversiTIC

Logo UniversiTIC

UniversiTIC est un programme d'appui au désenclavement numérique des universités de la République démocratique du Congo et du Burundi.

## Présentation
Le programme UniversiTIC est une initiative des coopérations universitaires belges, CUD-CIUF, VLIR-UOS. C'est un programme joint des universités flamandes et francophones. L'objectif est d'accompagner les universités partenaires congolaises et burundaises dans leurs efforts d’informatisation et d’ouverture sur le monde grâce aux nouvelles technologies.
Le programme UniversiTIC est financé par la coopération belge au développement. Au-delà du simple financement de matériel informatique, UniversiTIC œuvre à la construction d’un outil de développement durable qui vient en soutien aux institutions partenaires dans leur globalité, en formant chaque métier universitaire dans les domaines des technologies de l'information et de la communication (TIC).
La bibliothèque CEDESURK (Centre de documentation de l'enseignement supérieur, universitaire et de la recherche de Kinshasa) est associée à la coordination et l'animation du programme.

## Universités partenaires
UniversiTIC compte huit universités partenaires :
- En République démocratique du Congo :
  - Université de Kinshasa
  - Université pédagogique nationale
  - Université catholique du Congo
  - Institut supérieur des techniques appliquées
  - Université de Lubumbashi
  - Université de Kisangani
  - Université catholique de Bukavu
- Au Burundi :
  - Université du Burundi

### Projets similaires
- Projet Eb@le santé